# Eurypon mucronale
Eurypon mucronale är en svampdjursart som först beskrevs av Topsent 1928.  Eurypon mucronale ingår i släktet Eurypon och familjen Raspailiidae. Inga underarter finns listade i Catalogue of Life.